# クレミンナ
クレミンナ（ウクライナ語: Кремінна; ロシア語: Кременная、クレミンナヤ）は、ウクライナ東部ルハンシク州のセヴェロドネツィク地区の都市である。2020年以前は、旧クレミンナ地区の行政中心地であった。人口は2021年推計で18,417人。

## 歴史
クレミンナは1680年に設立され、1938年に市制施行がなされた。
地元新聞は1943年から刊行されている。
2022年4月18日、ロシアのウクライナ侵攻のさなか、市はロシア軍によって占領されたが、年度後半には、ウクライナ軍も反攻に転じて激しい戦闘が繰り広げられた。